# Pardon My French (film 1921)
Pardon My French è un film muto del 1921 diretto da Sidney Olcott. La sceneggiatura di Harry O. Hoyt si basa su Polly in the Pantry, racconto di Edward Childs Carpenter di cui non è nota la data di pubblicazione. Prodotto e distribuito dalla Goldwyn Pictures Corporation, il film aveva come interprete principale Vivian Martin.

## Trama
Polly, "ingenua" di una compagnia teatrale che si scioglie durante una tournée di provincia, ritorna a New York insieme a Bunny, ambedue senza il becco di un quattrino. Trovano lavoro lei come cameriera francese, lui come maggiordomo, presso gli Hawker, una famiglia di nuovi ricchi del Kansas. Loro vicino è MacGillicuddy, un famoso attore. Lui e Zeke, il figlio degli Hawker, tentano di farsi notare dalla ragazza, ma senza successo. Durante una festa organizzata dalla signora Hawker, Zeke dice a tutti che Polly è una cameriera e, quando i gioielli della padrona di casa spariscono, la ragazza, sospettata del furto, viene arrestata. Ma lei riconosce la contessa Carstairs e il barone de Void, frequentatori assidui degli Hawker, tra le foto segnaletiche. Polly e la polizia arrivano in tempo per impedire il matrimonio della falsa contessa con il giovane Zeke: i ladri vengono arrestati e Polly resta con Mac.

## Produzione
Il film, prodotto da Messmore Kendall per la Goldwyn Pictures Corporation, venne girato negli studi di Long Island.

## Distribuzione
Il copyright del film, richiesto dalla Goldwyn Pictures, fu registrato il 22 settembre 1921 con il numero LP16981.
Distribuito dalla Goldwyn Pictures Corporation, il film uscì nelle sale cinematografiche degli Stati Uniti nel novembre 1921.
Non si conoscono copie ancora esistenti della pellicola che viene considerata presumibilmente perduta.